# Anachis rassierensis
Anachis rassierensis is een slakkensoort uit de familie van de Columbellidae. De wetenschappelijke naam van de soort is voor het eerst geldig gepubliceerd in 1985 door Smythe.